# Luigi Tenco
Luigi Tenco (ur. 21 marca 1938 w Cassine, Piemont, zm. 27 stycznia 1967 w San Remo) – włoski kompozytor, autor tekstów, piosenkarz.
Luigi Tenco razem z takimi piosenkarzami jak Umberto Bindi, Fabrizio De André, Bruno Lauzi i Gino Paoli był reprezentantem tzw. genueńskiej szkoły śpiewających autorów, ugrupowania artystów, którzy postawili sobie za cel gruntowne odnowienie włoskiej muzyki popularnej na przełomie lat 50. i 60.

## Życiorys

### Lata 50.
Luigi Tenco był nieślubnym synem Teresy Zoccola i niejakiego Giuseppe, który zmarł przed jego urodzeniem. Dzieciństwo spędził w Cassine i Ricaldone (skąd pochodziła jego matka). W 1948 przeprowadzili się oboje do Ligurii, gdzie osiedli, najpierw w Nervi, a potem w Genui. Tam matka otworzyła sklep winiarski. Tenco chodził do szkoły średniej, uzyskując niezłe oceny. Wtedy też założył swój pierwszy zespół muzyczny Jerry Roll Boys Jazz band w składzie: Danilo Dègipo – perkusja, Bruno Lauzi – banjo, Alfred Gerard – gitara i on sam – klarnet. Następnym jego zespołem był I Diavoli del Rock z Royem Grassim i Gino Paolim w składzie.
Po ukończeniu szkoły Tenco zapisał się na studia wyższe (inżynieria, a potem nauki polityczne), kontynuując jednocześnie działalność muzyczną – wszedł w skład grupy Modern Jazz Group Mario De Sanctisa. Następnie wraz z Marcello Minerbim i Luigi Coppolą założył trio, nazwane żartobliwie Trio Garibaldi, które zakończyło działalność po zaledwie 3 tygodniach. W 1959 zadebiutował na rynku fonograficznym z grupą I Cavalieri. Grupa, w skład której weszli Gianfranco Reverberi, Paolo Tomelleri, Enzo Jannacci i Nando De Luca, nagrała singel Mai, a następnie Mi chiedi solo amore. Luigi występował w tym czasie pod pseudonimem Gigi Mai.

### Lata 60.
W 1961 został wydany pierwszy samodzielny singiel Luigiego Tenco, firmowany już własnym nazwiskiem, zatytułowany I miei giorni perduti. W 1962 w filmie La cuccagna Luciano Salce zaśpiewał piosenkę La ballata dell’eroe, skomponowaną przez przyjaciela Fabrizio De André. Zawarł też ważną przyjaźń z anarchizującym poetą z Genui Riccardo Mannerinim. W tym samym 1962 został wydany jego pierwszy, samodzielny LP, zatytułowany po prostu Luigi Tenco; zawierał on takie przeboje jak: Mi sono innamorato di te czy Angela, oraz (pierwotnie) Cara maestra (zdjęty następnie przez cenzurę i zakazany w RAI na dwa lata).
W 1963 Tenco zerwał przyjaźń z Gino Paolim z powodu związków tego ostatniego z młodziutką aktorką Stefanią Sandrelli, czego Tenco nie aprobował. We wrześniu tego samego roku kolejne jego piosenki Io sì i Una brava ragazza znów zostały wstrzymane przez cenzurę. Tenco tuż przedtem rozstał się z wytwórnią Ricordi na rzecz Jolly (Joker).
W 1965, po kilku odroczeniach, rozpoczął służbę wojskową, którą spędził głównie na leczeniu szpitalnym.
W roku następnym podpisał umowę z RCA i nagrał piosenkę Un giorno dopo l’altro, która stała się motywem przewodnim sztuki telewizyjnej Il commissario Maigret. Kolejne przeboje Tenco z tego okresu to: Lontano lontano, Uno di questi giorni ti sposerò, E se ci diranno, Ognuno è libero. W Rzymie poznał włosko-francuską piosenkarkę Dalidę i nawiązał z nią romans. W tym samym roku współpracował też z beatową grupą The Primitives, prowadzoną przez Mala, dla której napisał, we współpracy z Sergio Bardottim, włoskie teksty do dwóch piosenek: I ain’t gonna eat my heart anymore, która stała się wielkim przebojem pt. Yeeeeeeh!, i Thunder’n lightnin, przetłumaczoną jako Johnny no!, zawartą na albumie grupy Blow Up.

### Tragiczna noc w San Remo
W 1967 Luigi Tenco wystąpił (podobno niechętnie) na Festiwalu w San Remo z piosenką Ciao amore ciao, wykonywaną również przez Dalidę (zgodnie z wymogami konkursu każda piosenka była wykonywana niezależnie przez 2 wykonawców). Tenco podobno nie cenił szczególnie akurat tej piosenki, ale Dalidzie udało się przekonać go do występu na festiwalu. Ten szczegół rzuca pewien cień ironii na tragiczne wydarzenia, jakie rozegrały się potem. Piosenka bowiem nie przeszła do finału, zajmując po głosowaniu telewidzów dopiero 12 miejsce. Wydaje się, że uporczywe rozmyślania, dlaczego to piosenka La rivoluzione Gianniego Pettenati przeszła dalej, wpędziły Luigiego w ponury nastrój. Zamknął się on następnie w swoim pokoju w hotelu „Savoy”, po czym został znaleziony martwy przez Dalidę. W głowie piosenkarza widoczny był ślad po kuli, a w jego dłoni tkwił skrawek zapisanego papieru; późniejsze ekspertyzy pisma pozwoliły na stwierdzenie, że to sam Luigi był autorem tych zapisków. W zapiskach tych artysta wyraził rozczarowanie gustami muzycznymi publiczności włoskiej, stwierdzając, iż niepotrzebnie poświęcił jej 5 lat swojego życia, a własne samobójstwo z kolei określił jako akt protestu wobec takich, a nie innych rozstrzygnięć jury.
Luigi Tenco został pochowany na cmentarzu w Ricaldone.
Jego samobójcza śmierć, w trakcie trwania festiwalu (i w związku z festiwalem), długi czas owiana była mgłą tajemnicy. To właśnie nasuwało podejrzenia, czy samobójstwo było rzeczywiście jedynym wytłumaczeniem tej absurdalnej śmierci. Choć faktem było, że piosenkarz kupił pistolet rok wcześniej dla własnej obrony, to przez wiele lat były wątpliwości co do samobójstwa (ślad po kuli był na lewej skroni, gdy tymczasem piosenkarz nie był osobą leworęczną, poza tym nigdy nie znaleziono pocisku, który spowodował śmierć). Z tych i innych powodów, po naciskach ze strony prasy 12 grudnia 2005 prokuratura w San Remo zleciła ekshumację zwłok, aby rozstrzygnąć czy Luigi Tenco popełnił samobójstwo, czy też, jak utrzymywali inni, został zamordowany z nieznanych motywów. 15 lutego 2006 casus Tenco został definitywnie zamknięty – wykonana po ekshumacji sekcja zwłok podtrzymała tezę, iż artysta popełnił samobójstwo, i to pomimo że nie znaleziono pocisku. Ustalono też, iż otwór po kuli, pierwotnie uważany za wlotowy był w rzeczywistości otworem wylotowym.

### Pamięć o artyście
W kilka miesięcy po śmierci Tenco Fabrizio De André uczcił pamięć tragicznie zmarłego przyjaciela piosenką Preghiera in gennaio (z albumu Volume I). Tekst utworu z czasem został włączony do kanonu lektur szkolnych.
W 1971 piosenkarz i kompozytor Nicola Di Bari, który poznał Luigiego Tenco jeszcze w okresie współpracy tego ostatniego z wytwórnią Jolly i zaprzyjaźnił się z nim, poświęcił mu swój album Nicola Di Bari canta Luigi Tenco, wykonując takie piosenki jak: Lontano lontano czy Cara maestra; ponadto umieścił tam niewydaną piosenkę Luigiego Il mondo gira (muzykę do niej napisał Gian Piero Reverberi). Również Francesco De Gregori po kilku latach przypomniał o Tenco w piosence Festival.
W 1972 Amilcare Rimbaldi powołał do życia Club Tenco aby zachować przesłanie artystyczne zmarłego piosenkarza i skoncentrować w jednym miejscu wysiłki tych wszystkich, którzy pragnęli dowartościowania piosenki autorskiej. W 1974 w Teatro Ariston w San Remo, na cześć Luigiego zostało ustanowione przez Club Tenco honorowe wyróżnienie Premio Tenco, dla corocznego uhonorowania artystów, zarówno włoskich (m.in. Sergio Endrigo, Giorgio Gaber, Domenico Modugno, Gino Paoli, Umberto Bindi, Fabrizio De André, Francesco Guccini, Enzo Jannacci, Paolo Conte, Renato Carosone, Bruno Lauzi), jak i zagranicznych (m.in. Leo Ferré, Georges Brassens, Jacques Brel, Leonard Cohen, Lluís Llach, Joan Manuel Serrat, Joni Mitchell, Charles Trenet, Nick Cave, Laurie Anderson, Donovan, Peter Hammill, John Cale), którzy wnieśli istotny wkład w rozwój piosenki autorskiej.
W Ricaldone Luigi Tenco jest corocznie upamiętniany przez organizowanie koncertu „L’Isola in collina”, z udziałem mniej lub bardziej znanych artystów. Również w Ricaldone 20 lipca 2006 założono il Centro di Documentazione Permanente Luigi Tenco, pierwszą tego typu placówkę muzealną we Włoszech, poświęconą śpiewającemu autorowi.
Ciepłe słowa poświęcił Luigiemu Tenco w swojej autobiografii również Bruno Lauzi.
Club Tenco upamiętnił 40. rocznicę tragicznej śmierci swego patrona, wydając w listopadzie 2007 przegląd poświęcony Luigiemu Tenco, zatytułowany Premio Tenco, oraz wydawnictwo Il mio posto nel mondo. Luigi Tenco, cantautore. Ricordi, appunti, frammenti (BUR) pod redakcją Enrico de Angelisa, Enrico Deregibusa i Sergio Secondiano Sacchiego.

## Dyskografia
Dyskografię opracowano na podstawie:

### Single
- 1959.03.24 Mai/Giurami tu/Mi chiedi solo amore/Senza parole (EP) (Dischi Ricordi ERL 127 ; nagrany z zespołem I Cavalieri)
- 1959.03.24 Mai/Giurami tu (Dischi Ricordi SRL 10.031)
- 1959.03.24 Mi chiedi solo amore/Senza parole (Dischi Ricordi SRL 10.032)
- 1959 Amore/Non so ancora/Vorrei sapere perché/Ieri (EP) (Dischi Ricordi ERL 135)
- 1959.06.17 Amore/Non so ancora (Dischi Ricordi SRL 10.044)
- 1959.06.17 Vorrei sapere perché/Ieri (Dischi Ricordi SRL 10.045
- 1960 Tell me that you love me/Love is here to stay (Round Table RT 0011; jako Gordon Cliff)
- 1960.10.25 Quando/Sempre la stessa storia (Dischi Ricordi SRL 10.122; jako Dick Ventuno)
- 1961 marzec Il mio regno/I miei giorni perduti(Dischi Ricordi SRL 10.148)
- 1961 marzec Quando/Triste sera (Dischi Ricordi SRL 10.182)
- 1961 maj Una vita inutile/Ti ricorderai (Dischi Ricordi SRL 10.187)
- 1961 lipiec Ti ricorderai/Quando (Dischi Ricordi SRL 10.211)
- 1961 październik Ti ricorderai/Se qualcuno ti dirà (Dischi Ricordi SRL 10.214)
- 1961 Quando/Se qualcuno ti dirà/Ti ricorderai/I miei giorni perduti (EP) (Dischi Ricordi SRL 176)
- 1961 grudzień Senza parole/In qualche parte del mondo (Dischi Ricordi ERL 10.221)
- 1962.01.25 Come le altre/La mia geisha (Dischi Ricordi ERL 10.230)
- 1962.07.02 In qualche parte del mondo (Dischi Ricordi EC 2)
- 1962.09.10 Quello che conta/Tra tanta gente/La ballata dell’eroe (Dischi Ricordi SRL 10.271)
- 1962 listopad Angela/Mi sono innamorato di te (Dischi Ricordi SRL 10.290)
- 1962 listopad Quando/Il mio regno Dischi Ricordi SRL 10.292)
- 1963 wrzesień Io sì/Una brava ragazza (Dischi Ricordi SRL 10.319)
- 1964.04.15 Ragazzo mio/No, non è vero (Jolly J 20235)
- 1964 Ho capito che ti amo/Io lo so già (Jolly J 20260)
- 1965 Non sono io/Tu non hai capito niente (Jolly J 20313)
- 1966 Un giorno dopo l’altro/Se sapessi come fai  (RCA Italiana PM 3349)
- 1966 Lontano lontano/Ognuno è libero (RCA PM 3355)

#### Publikacje pośmiertne
- 1967 Ciao amore, ciao/E se ci diranno (RCA PM 3387)
- 1967 luty Quando/Mi sono innamorato di te (Dischi Ricordi SRL 10.377)
- 1967 luty Ti ricorderai/Angela (Dischi Ricordi SRL 10.378)
- 1967 Guarda se io/Vedrai vedrai (RCA PM 3391)
- 1967 Io vorrei essere là/Io sono uno (RCA PM 3419)
- 1967 listopad Se stasera sono qui/Cara maestra (Dischi Ricordi SRL 10.477)
- 1968.04.04 Pensaci un po’/Il tempo dei limoni (Dischi Ricordi SRL 10.494)
- 1970 Vedrai vedrai/Ah... l’amore l’amore (Jolly J 20467)
- 1984 Più m’innamoro di te/Serenella/Più m’innamoro di te (CGD 15164)

### Albumy
- 1961 Tutte le canzoni di Sanremo (Dischi Ricordi MRL 6007)
- 1962.11.11 Luigi Tenco (Dischi Ricordi MRL 6023)
- 1965.05.14 Luigi Tenco (Jolly J 5045) Wydany na podwójnym cd w 2003 roku jako Luigi Tenco łącznie z albumem Luigi Tenco canta Tenco, De André, Jannacci, Bob Dylan (1972)
- 1966 Tenco (RCA S 3)

#### Publikacje pośmiertne
- 1967 Ti ricorderai di me (Dischi Ricordi MRP 9031)
- 1967.07.22 Se stasera sono qui (Dischi Ricordi MRP 9033)
- 1969.11.26 Pensaci un po' (Dischi Ricordi MRP 9065)
- 1972 Luigi Tenco (RCA INTI 1502)
- 1972.11.14 Luigi Tenco canta Tenco, De André, Jannacci, Bob Dylan (Joker SM 3427)
- 1977.07.10 Agli amici cantautori (UP LPUP 5101)
- 1982 Profili musicali: Luigi Tenco (Dischi Ricordi SRIC 006)
- 1984 Luigi Tenco (3CD) (Dischi Ricordi AORL 38725/1/2/3)
- 2002 Tenco